# Moderata Fonte
Moderata Fonte, pseudônimo de Modesta di Pozzo di Forzi (ou Zorzi), também conhecido como Modesto Pozzo (ou Modesta, feminização de Modesto), (1555–1592) foi uma escritora e poetisa veneziana. Além dos diálogos publicados postumamente, Giustizia delle donne e Il merito delle donne (reunidos em O valor das mulheres, 1600), pelos quais é mais conhecida, escreveu um romance e poesia religiosa. Detalhes de sua vida são conhecidos da biografia de Giovanni Niccolò Doglioni (1548-1629), seu tio, incluída como prefácio ao diálogo.

## Vida e História

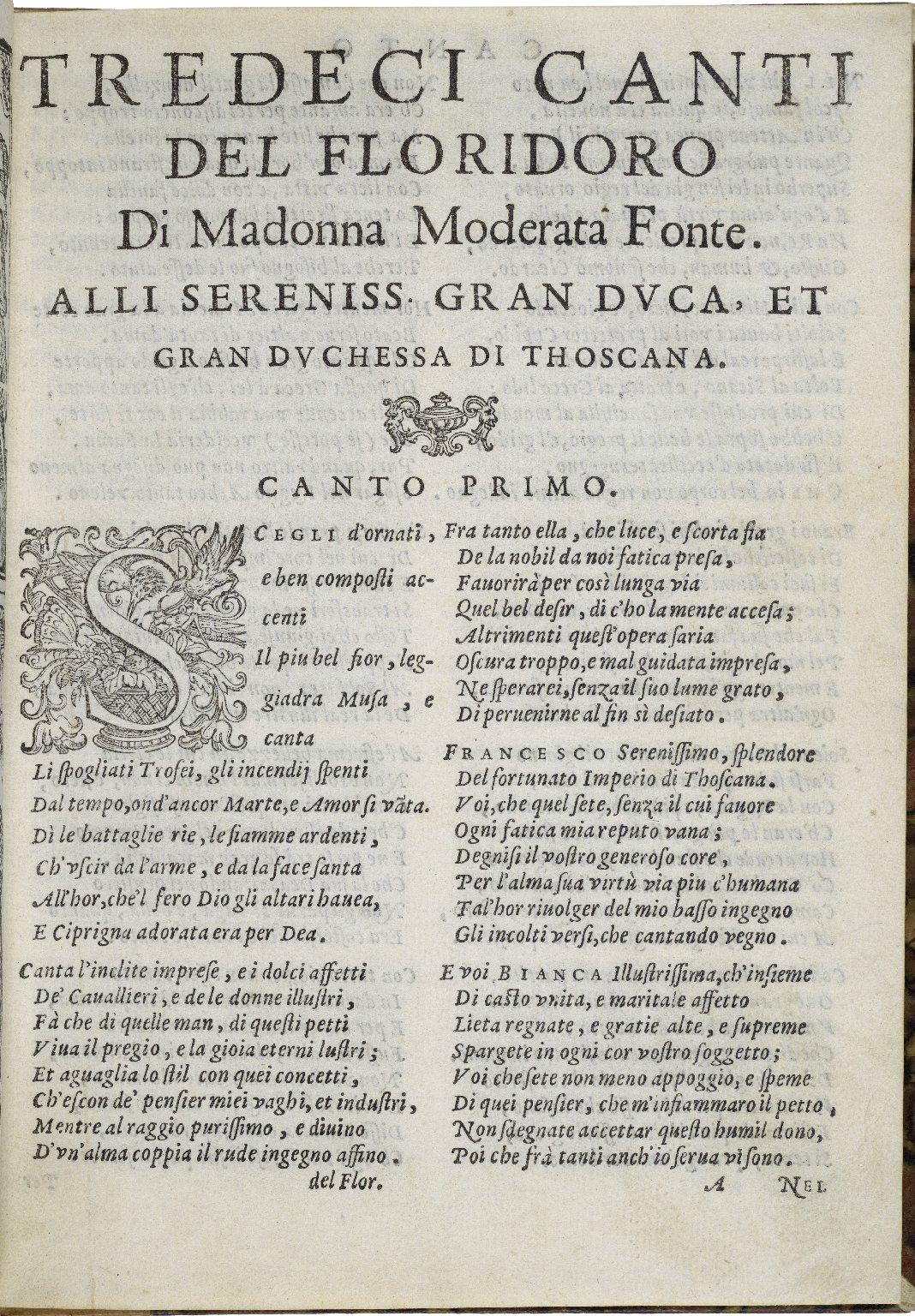
Uma página inicial de uma edição de 1581 da poesia de Fonte

Os pais de Pozzo, Girolamo da Pozzo e Marietta da Pozzo (nascida "dal Moro"), morreram de peste em 1556, quando ela tinha apenas um ano de idade, e ela e seu irmão mais velho Leonardo foram colocados aos cuidados de sua avó materna e seu segundo marido. Passou vários anos no convento de Santa Marta onde, graças à sua extraordinária memória, foi muitas vezes apresentada como uma criança prodígio. Ela era capaz de repetir longos sermões que ouvira ou lera apenas uma vez. Aos nove anos, foi devolvida à família de sua avó, onde aprendeu latim e composição com seu avô, Prospero Saraceni e com seu irmão, Leonardo. Seu irmão também a ensinou a ler e escrever em latim, desenhar, cantar e tocar alaúde e cravo.
Em 15 de fevereiro de 1582, aos vinte e sete anos, Moderata casou-se com Filippo de' Zorzi. O casamento deles parecia refletir igualdade e respeito mútuo evidenciado por de' Zorzi devolver seu dote um ano e meio após o casamento. Um documento oficial datado de outubro de 1583 afirma que de' Zorzi devolve o dote "graças à sua pura bondade e ao grande amor e boa vontade que ele sentiu e sente por" ela. Da mesma forma, Moderata Fonte descreve seu marido em um de seus escritos como um homem de "virtude, bondade e integridade".

## Trabalhos
Uma das primeiras obras conhecidas de Fonte é uma peça musical apresentada perante o Doge da Ponte em 1581 na festa do Dia de Santo Estêvão. Le Feste [ As Festas ] inclui cerca de 350 versos com várias partes cantadas. Também em 1581, ela publicou seu poema épico I tredici canti del Floridoro [ Os Treze Cantos de Floridoro ] dedicado a Bianca Cappello e seu novo marido, Francesco I de' Medici, o Grão-Duque da Toscana. Este poema é talvez a segunda obra de cavalaria publicada por uma mulher italiana, depois de Il Meschino de Tullia d'Aragona, que apareceu em 1560.
Moderata Fonte escreveu dois longos poemas religiosos, La Passione di Cristo [Paixão de Cristo] e La Resurrezione di Gesù Cristo nostro Signore che segue alla Santissima Passione in otava rima da Moderata Fonte [ A Ressurreição de Jesus Cristo, nosso Senhor, que segue a Santa Paixão em oitavas por Moderata Fonte ]. Nessas obras, ela descreve em detalhes as reações emocionais da Virgem Maria e Maria Madalena à morte e ressurreição de Cristo, ilustrando sua profunda crença na participação ativa das mulheres nos eventos da Paixão e Ressurreição de Cristo.
Ela é talvez mais conhecida por Il Merito delle donne [Sobre o mérito das mulheres], publicado postumamente em 1600, no qual ela critica o tratamento das mulheres pelos homens enquanto celebra as virtudes e a inteligência das mulheres e argumenta que as mulheres são superiores aos homens, mas não chega ao ponto de apelar à igualdade sexual. Talvez um precursor da conscientização que tentou conscientizar o papel dos homens na questão das mulheres ou quelles des femmes  .
Ao morrer, em 1592, aos trinta e sete anos, Pozzo tinha quatro filhos, segundo seu biógrafo e mentor, Giovanni Nicolo Doglioni: o mais velho com dez anos, o segundo com oito, o terceiro com seis e o recém-nascido, cujo nascimento causou a morte dela. Seu marido colocou um epitáfio de mármore em seu túmulo que descreve Pozzo como 'femina doctissima' [uma mulher muito culta].

### Giustizia delle donne (O valor das mulheres: em que é claramente revelada sua nobreza e sua superioridade em relação aos homens)
Giustizia delle donne foi publicado após a morte de Fonte junto com Il merito delle donne. Ambas as obras literárias são influenciadas pelo  Decameron de Boccaccio : são histórias emolduradas onde os personagens desenvolvem seus diálogos e exempla .

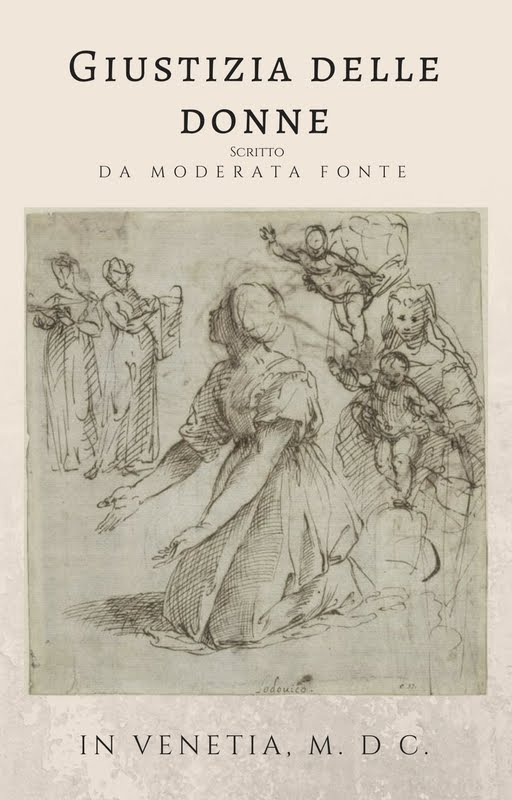

## Temas e resultados

### Impacto e Contemporâneos
A escrita pega em armas nas disputas do valor das mulheres, porém, a liberdade de expressão das mulheres personagens do renascimento ocorre muitas vezes na ausência dos homens. O diálogo literário muitas vezes excluira as mulheres e Moderata Fonte quebra essa tradição ao criar o Valor da Mulher pela completa ausência do homem. Neste diálogo, o valor das mulheres não é questionado, mas o valor dos homens é posto à prova em seu debate no jardim. A segunda parte do trabalho de Fonte demonstra o que significa tornar-se uma mulher renascentista através da compreensão intelectual e da amizade feminizada. A importância das comunidades femininas é uma exortação para que as mulheres percebam sua dignidade e se tornem indivíduos politicamente autônomos. Isso reflete a ideia de Laura Cereta da 'República das Mulheres'. As mulheres nunca chegam a uma conclusão, o espaço para falar livremente é temporário e emprestado. As mulheres no final têm que deixar o jardim para voltar para casa. O cenário do jardim mostra o potencial de uma sociedade feminizada, pois todos os personagens de Fonte expressam a capacidade moral das mulheres e seu merecimento de meios materiais para serem autônomos, embora a partir de argumentos diferentes.
Moderata foi uma autora transgressora e moderna, que influenciou o pensamento moderno e a compreensão do feminismo no contexto histórico. Seu manuscrito foi publicado após sua morte, pois ela terminou de completar seus escritos no dia anterior à sua morte, dando à luz seu quarto filho. Os temas das obras da Moderata Fonte são espaços literários de reavaliação. Um dos temas maiores são o amor, a liberdade de expressão e o valor das mulheres. Alguns autores sugeriram que o último trabalho de Moderata Fonte, juntamente com outros contemporâneos como Lucrezia Marinella, pretendia ser uma crítica contra I donneschi difetti [Os defeitos das mulheres] de Giuseppe Passi .

### Legado e influência
Moderata Fonte e Lucrezia Marinella deixaram um legado para outros como Isabella e Francesco Andreini, que usaram composições vernáculas informadas para moldar a autorrepresentação revitalizando as quelles des femmes. A sutil perspectiva feminista que está em jogo nessas obras literárias é o papel das propriedades na desvalorização das mulheres. Mais recentemente, as mulheres têm conquistado a liberdade política como resultado da mudança para as mulheres que administram suas posses.
No século 20, um grupo de mulheres intelectuais resgatou seus textos e transmitiu seu legado: Eleonora Carinci, Adriana Chemello e  Virginia Cox. Virginia Cox e Valeria Finucci argumentam que as diferenças de gênero são nutridas em sua análise de Fonte, e não inerentes à biologia feminina. Patricia Labalme e Virginia Cox desenvolvem a crítica feminista inicial da misoginia nos escritos de mulheres venezianas. Diana Robin expõe o papel das mulheres na vida intelectual e a importância histórica das escritoras. Ela expõe o papel integrado de homens, mulheres e suas relações nesse movimento de reconhecimento da mulher como intelectual. Fonte tornou-se muito citada em outros trabalhos de comentários sobre mulheres, incluindo Pietro Paolo di Ribera e Cristofano Bronzini. Mais recentemente, teóricos ingleses e norte-americanos se inspiraram em suas ideias e formularam alguns conceitos (como mansplaining) que são vitais no feminismo atual .